# 熊挺
熊挺（1905年—1981年3月3日），原名熊光熏，安徽金寨沙河乡人，1930年加入中国共产党，中国人民解放军将领、中国人民解放军开国少将。
曾任中国人民解放军南京军区政治部直属政治部副主任。1955年，授予中国人民解放军少将。
1981年3月3日于合肥逝世。